# Ljudevitov ustanak
Ljudevitov ustanak je bio ustanak Panonske Hrvatske pod vodstvom kneza Ljudevita protiv Franaka koji je trajao od 819. do 823. Ljudevit, izazvan okrutnošću uprave franačkoga markgrofa Kadolaha, upravitelja Furlanije, predvodio je ustanak protiv franačke vlasti, kojem su se pridružili Slovenci sjeverno od Drave i analno pleme Timočani. Godine 819., Ljudevit je ratovao s dalmatinskim knezom Bornom, franačkim saveznikom. Poražen nakon višekratnog uspješnog otpora nadmoćnijim franačkim postrojbama, sklonio se u Dalmaciju, gdje ga je Bornin ujak Ljudemisl dao ubiti.

## Povod i područje ustanka
Pošto je Ljudevit Posavski stekao uvjerenje da su unutarnji uvjeti za ustanak dovoljno dozreli, povod se ustanku lako našao. Franački anali javljaju da je Ljudevit "smišljao nešto nova" i da je lažno optužio markgrofa Kadolaha "zbog okrutnosti i drskosti".  Zato se čini da u "okrutnosti i drskosti" Kadolaha, koliko su tužbe imale stvarnu povijesnu podlogu ogleda se u pokušaju da se uvođenjem franačkoga feudalnoga elementa oslabi slavenski otpor. Kao da u prilog takvu tumačenju govori i podatak o ustanku Hrvata koji je zabilježio autor 30. poglavlja De administrando imperio. 
Naime, govoreći o Hrvatima u Dalmaciji, autor tvrdi da se oni "izvjestan broj godina pokoravahu Francima kao i ranije u svojoj zemlji; Franci bijahu prema njima toliko okrutni da su dojenčad Hrvata ubijali i davali psima. Ne mogavši to podnositi Hrvati se od njih odmetnu, pobivši njihove namjesnike. Zbog toga krene protiv njih iz Franačke velika vojska i, ratujući međusobno sedam godina, najzad i s mukom pobijede Hrvati i pobiju sve Franke i njihova arhonta Kocila".
Teškoća je pri tumačenju ovoga odlomka u tome što se govori izričito o ustanku Hrvata u Dalmaciji, a ne onih u Panoniji ili Iliriku, iako su i ovi drugi prema De administrando imperio imali svoga arhonta. Podloga je ove u Bizantu zabilježene vijesti, bez sumnje, narodna tradicija. Ona je zapamtila franačku okrutnost, podatak o velikoj franačkoj vojsci, o ratu koji je trajao sedam godina i o konačnoj pobjedi Hrvata te ubojstvu Kocila. Takvo podudaranje s podacima franačkih izvora o Ljudevitovu ustanku daju pravo, kako je već istaknuto da se i anoniman podatak protumači kao izvor za panonske Slavene, a ne za dalmatinske Hrvate. Stoga je mnogo vjerojatnije da se ustanak odnosi na Ljudevitov otpor, a ne na neku nepoznatu Karlmanovu borbu protiv Hrvata 70-ih godina 9. stoljeća. Čini se da je borba protiv Franaka ostavila u narodnoj tradiciji tako duboke tragove da su je i dalmatinski Hrvati prihvatili kao svoju, pa je vjerojatno iz njihove sredine došla do bizantskoga dvora gdje je zabilježena.
Pored toga što je ustanak bio dugotrajan i u krajnjoj liniji uspješan, ipak ne valja pretjerivati u ocjeni Ljudevitove otporne snage. Društvo doduse još nije tako diferencirano da bi se nužno očekivale jake unutarnje antagonističke odnose, ali je jedva vjerojatno da je ustankom bio zahvaćen sav slobodan seljački svijet. Zato Ljudevit i nema pouzdanja samo u svoje ljude i obraća se za pomoć susjedima: Karatancima (Slovencima) i, na istoku, Braničevcima i Timočanima. Ove posljednje, koji su tek 818. godine otpali od Bugara i prešli na stranu Franaka, Ljudevitu polazi za rukom predobiti, kako franački anali tvrde, "lažnim nagovaranjima". Ljudevitu su se, kako je spomenuto, za odlučnoga sukoba s Bornom na Kupi priključili i Gačani. Prema tome, područje je ustanka bilo golemo, ali je nevolja bila u tome što, Ljudevit, ipak nije raspolagao vojskom koja bi mogla braniti tako veliki teritorij kneževske vlasti. Na to u priličnoj mjeri upucuju ratni sukobi za vrijeme ustanka.
| »(Harastalli) erant ibi, et aliarum nationem legati Abotritorum videlicet ac Bornae Ducis Guduscanorum, et Timotianorum, qui nuper a Bulgarorum societate desciverant, et ad fines nostros se contulerant; simul, et Lindewiti Ducis Panoniae inferioris...«(Eginhardus 818.) | »Bijahu ondje (u Herstallu) i poslanici drugih naroda, tj. Aborita, Borne, vojvode Guduskana, i Timotijana koji su se nedavno odcijepili iz saveza s Bugarima i smjestili se kod naših granica, a u jedno i vojvode donje Panonije Lindevita...«(Einhard 818.) |

## Prvi sukob s Francima
Prva vojska poslana iz Italije 819. godine nije učinila ništa. Einhard priznaje da se vojska "vratila gotovo nesvršena posla", ali sve se čini da prikriva poraz. Inače je nemoguće protumačiti nastavak njegova teksta i opis Ljudevitova postupka. On, naime, kaže: "A Ljudevit, uzoholjen, poslao je poslanike caru kao da traže mir, postavljajući neke uvjete, koje ako prihvati, obećaje da će učiniti sve što mu se nalaze". Car, posve razumljivo, nije prihvatio uvjete već je po poslanicima poslao svoje. Ljudevit ne bi postavljao uvjete da nije bio pobjednik. Nije nemoguće da je od cara zahtijevao lakše uvjete podložnosti i obustavu dovođenja franačkih feudalaca. 
Odbijen, Ljudevit se obraća Timočanima i Braničevcima. Kad se vojska s Kadolahom vratila iz Panonije, markgrof je "uhvaćen od groznice" umro, negdje u Furlaniji. Na njegovo je mjesto postavljen Balderik, koji je posao u Karantaniju. U to je vrijeme Ljudevit već pridobio i Karantance, jer Einhard tvrdi da se Balderiku, kad je došao u Karantaniju, pokušao negdje na Dravi oprijeti panonski knez i presjeći mu put. Kako su Ljudevitove čete bile malobrojne, on se pobijeđen morao povući.

## Sukob s Bornom na Kupi
Čini se da je tada Ljudevit odlučio krenuti na jug i okušati sreću na drugoj strani. Borna je to doznao, sakupio je, prema svjedočanstvu Einhardovih anala, mnogo vojske i dočekao Ljudevita na granici Hrvatske, tj. negdje na Kupi. Zbog prijelaza Gačana na Ljudevitovu stranu, Borna se našao u vrlo teškom položaju, no pomoć mu je došla u pravo vrijeme jer je "jedva izmakao zaštićen svojim pretorijancima". Međutim, i u Ljudevitovu taboru nije bilo sloge. Vjerojatno iz osobnih razloga Ljudevita napušta još u početku ustanka tast Dragomuž (lat. Dragamosus) i prelazi protivnicima. Sada je u borbi na Kupi poginuo. 
Borna je u sukobu pretrpio toliki gubitak da je Ljudevit odlučio to iskoristiti. On je iduće zime "ognjem i mačem" pljačkao Borninu zemlju, koju izvor naziva Dalmacijom. Borna se, međutim, ne osjeća više doraslim Ljudevitovim snagama. Zbog toga je "sve svoje zatvorio u kastele", a sam je "danju i noću" s odabranom četom napadao neprijatelja. On se kasnije hrabrio pred carem Ludovikom da je ratujući na taj način nanio Ljudevitu velike gubitke, tvrdi da je osim plijena ubio tri tisuće ljudi i zarobio preko trista konja.
| »Borna vero Dux Dalmatiae cum magnis copiis ad Colapium f luvium Lindevito ad se venienti occurens, in prima congressione a Guduscanis deseritur: auxilio tamen Praetorianorum suorum protectus, evasit; periit in eo praelio Dragomosus socer Lindeviti, qui in exordio defectionis relicto genero, Bornae se coniunxerat. Guduscani domum regressi, iterum a Borna subiguntur. At Lindewitus occasionem nactus, cum valida manu, mense Decembri, Dalmatiam ingressus,ferro et igne eandem devastat; cui cum Borna se penitus imparem respiceret, omnia sua Castella inclusit, et ipse cum delecta manu nunc a tergo, nunc a latere in sistens, Lindewiti copias noctu, et interdiu ubicumque poterat, laceravit, neque eum in sua Provincia impune versari permisit,ad extremum gravi damno affectum, regione cogit excedere tribus hominum millibus de exercitu illius interfectis, et trecentis, vel eo amplius Caballis captis, praeter Sarcinas,et spolia diversi generis direpta, quae qualiter guesta fuerint, per Legatos suos Imperatori ninciare curavit.«(Eginhardus 819. - relata rebellione Lindeviti) | »Borna pak, vojvoda Dalmacije, pođe s velikim četama k rijeci Kolapij u susret Lindevitu koji je dolazio k njemu i u prvom ga sukobu napuste Guduskani. Ipak se spasio uz zaštitu i pomoć svoje osobne straže. U toj je bici poginuo Lindevitov tast Dragomos, koji je ostavio zeta na početku otpadništva i pripojio se Borni. Guduskani se vratiče kućama, i Borna ih opet podvrgne. Lindevit pak ugrabi priliku i uđe u mjesecu prosincu sa snažnom četom u Dalmaciju, te je pustoši ognjem i mačem. Borna je uviđao da mu je potpuno nedorastao, pa je zatvorio sve svoje utvrde, a sam je pristajao za njim s odabranom četom, sad s leđa sad s boka, i uništavao Lindevitove čete nocu i danju gdje je god mogao. Nije mu dozvolio da se nekažnjeno kreće njegovom pokrajinom nego ga je prinudio da iziđe iz tog područja do krajnosti oslabljen teškim gubicima. Pobio je tri tisuće ljudi iz njegove vojske, a osim prtljage i raznovrsnog preotetog plijena, pohvatao je tristo ili više konja. Pobrinuo se da po svojim poslanicima javi Caru kako je to izveo.«(Einhard 819. - izvijestivši o Ljudevitovoj buni) |

Unatoč Borninim uspjesima Ljudevit nije pobijeđen. Stoga je na saboru u Aachenu 820. godine odlučeno da pođu na njega tri vojske s tri strane. I Borna je dobio poduku što mora uraditi. Čim je prošla zima i niknula trava za pašu konja, upućene su vojske iz Italije preko Noričkih Alpa, preko Karantanije i preko Bavarske odnosno Gornje Panonije. Obje krajnje vojske zaustavljene su u napredovanju dok je središnja preko Karantanije oprijevši se dvaput neprijatelju prva stigla na cilj. Ljudevit se zatvorio u neki kastel na visokom brdu, koji je sam izgradio i suzdržavao je svoje ljude od sukoba ne želeći pregovarati ni o ratu ni o miru. 
Kroničar se doduše hvali da su vojske, pošto su se opet sastale, "ognjem i mačem" palile zemlju, ali su se ipak bez uspjeha vraćale kuci. Štoviše, vojsku koja se povlačila Panonijom uhvatila je neka zaraza tako da je veliki broj vojnika poumirao od nje. Jedini stvarni uspjeh ovih vojski bilo je pokorenje "Kranjaca" (lat. Carniolenses) koji su nastanjivali, kraj uz Savu i koji su gotovo susjedi Furlanaca". Jednaku je sudbinu doživio i onaj dio Karantanca, koji su pristali uz Ljudevita.

## Bijeg i Ljudevitov kraj
Iduće godine dolazi do promjene vlasti u Hrvatskoj. Borna je umro, na što je izabran Vladislav. Gradeški patrijarh Fortunat, pošto je uvidio da ne može iskoristiti pristajanje uz Franke, prelazi na Ljudevitovu stranu, potiče ga da ustraje u otporu i šalje mu zidare da utvrde njegove kastele. Kad je zbog toga pozvan na odgovornost bježi na bizantski dvor, a zatim u Konstantinopol.
| »Interea Borna Dux Dalmatiae, atque Liburniae defunctus est, et petente populo, atque Imperatore conveniente, nepos illius nomine Ladasclavus successor ei constitutus est.«(Eginhardus 821.) | »Međutim je umro vojvoda Dalmacije i Liburnije Borna, a na zahtjev naroda i uz Carevo slaganje nasljednikom mu je postavljen njegov nećak imenom Ladasklav.«(Einhard 821.) |

Jedino što je zanimljivo iz ovoga prikaza je jasno naznačena vlast Borne u Dalmaciji (koja je obuhvaćala daleko veće područje nego danas). U svim prikazima Bornine vladavine i sukoba s Ljudevitom nigdje se ne spominju "Sorabi" niti Srbi. Posljednju vojsku koja je 822. godine poslana iz Italije u Panoniiju Ljudevit više ne čeka. "Napustivši grad Sisak sklonio se bježeći kod Srba, naroda koji, kako se kaže, drži veliki dio Dalmacije". Ali ubivši na prijevaru jednoga između vojvoda (lat. ducibus) koji su ga primili, "podloži njegovu kneževinu svojoj vlasti". Ipak misli i na pregovore s carem i zato mu šalje poslanike s obećanjem da će sam doći pred njega.
| »Exercitus de Italia propter Lindeviticum bellum conficiendum in Pannoniam missus est, ad cuius adventum Lindevitus, Siscia Civitate relicta, ad Sorabos (quae natio magnam Dalmatiae partem obtinere dicitur) fugiendo se contulit, et uno ex Ducibus eorum, a quo receptus est, per dolum interf ecto, Civitatem eius in suam redegit ditionem, missis tamen ad exercitum Imperatoris Legatis suis, ad eius praesentiam se velle venire promisit.«(Eginhardus 822.) | »Iz Italije je u Panoniju poslana vojska da dokrajči rat s Lindevitom. Na njen je dolazak Lindevit napustio grad Sisciju i na bijegu se sklonio k Sorabima. (Kaže se da taj narod zaprema velik dio Dalmacije.) Na prijevaru je ubio jednog njihovog vojvodu koji ga je bio prihvatio i njegov je grad doveo pod svoju vlast. Ipak je k Carevoj vojsci uputio svoje poslanike i obećao da je voljan stupiti preda nj.«(Einhard 822.) |

Kad je car iduće godine, tj. 823. vijećao u Compiegnu, javljeno mu je da je Ljudevit ubijen. Naime, "pošto je napustio Srbe i došao u Dalmaciju k Ljudemislu, Borninu ujaku i pošto je neko vrijeme boravio kod njega, on ga je na prijevaru ubio". Srbi kod kojih se Ljudevit bježeći prema jugu sklanja bez sumnje su istoimena srednjovjekovna županija i plemićka općina u 14. stoljeću (današnji Srb), koja se nalazila na unskom putu, koji je povezivao stoljećima jadranske i panonske zemlje. Svaka kombinacija u vezi s tim podatkom anala o Bosni, koja bi tobože tada bila u vlasti Srba ne samo da je nategnuta nego i isključena.
| »Allatum est Imperatori de interitu Lindeviti, quod relictis Sorabis cum in Dalmatiam ad Lindemuslum Avunculum Bornae Ducis pervenisset, et aliquantum temporis cum eo moratus fuisset, dolo ipsius fuisset inter fectus.«(Eginhardus 823.) | »Caru je dojavljeno o Lindevitovoj smrti, tj. da je napustio Sorabe, a kad je došao u Dalmaciju k Lindemuslu, ujaku vojvode Borne, i neko vrijeme proboravio kod njega, da je ubijen njegovom varkom.«(Einhard 823.) |

## Podrobnije o bijegu
Dalmacija u ondašnjim kronikama, bilo bizantskim, bilo franačkim, obuhvaćala daleko šire područje od današnjega. Dalmacija je označavala i današnju Dalmaciju, Bosnu i Hercegovinu, veći dio Crne Gore, Mačvu, i dijelove zapadne Srbije. Pošto su srpski velikaši, Timočani i Braničevci, izrijekom spomenuti kao Ljudevitovi saveznici, on nije imao potrebe bježati u Bosnu (koja se ne spominje kao etno-politička jedinica do "Soraba"), poglavito jer su centar Ljudevitove vlasti činile sadašnja područja Siska i Posavine, Like i Krbave te Unsko-Bihaćki dio, dakle oko rijeka Kupe, Save, Une i Vrbasa. Franačka vojska nije zavladala područjem Like i Krbave, nego Karantanije (današnje Slovenije) i, kratkotrajno, Sisačkom Posavinom, čineći Ljudevitov bijeg nekamo u Bosnu posve nepotrebnim.
Povjesničar Krunoslav Draganović ovako komentira izvod iz Einhardove kronike (spis je više polemičke nego znanstvene naravi):
»Franački ljetopisac Einhard navodi, da je Ljudevit Posavski iza svoga poraza 822. pobjegao "Srbima, za koje se kaže, da drže velik dio Dalmacije". Odatle izvode, da je Ljudevit pobjegao nekom srpskom knezu u Bosnu i da je prema tomu Bosna bila u 9. stoljeću srpska. Međutim to nikako ne slijedi. Rimska provincija Dalmacija protezala se od Jadrana do Rudnika, Ibra i Sar planine u Srbiji. I Ljudevit, koji je imao za saveznike Braničevce i Timočane u Srbiji, mogao je lagano, i bez Bosne pobjeći nekom srpskom knezu u Dalmaciji na teritoriju današnje Srbije.«
Tijekom ustanka, koji je trajao nekoliko godina, i obuhvatio je područje sjeverne Hrvatske, oko jedne trećine sadašnje Bosne i Hercegovine, Sloveniju te Dalmatinsko područje do Splita, Sorabi/Srbi se nigdje ne spominju, ni kao nevažan faktor. No, spomenuti su srpski saveznici Timočani, na području sadašnje Srbije. Odjednom, Ljudevit iz Siska bježi ravno savezničkim "Sorabima", koji nastavaju "velik dio Dalmacije". O čemu je posljednji citat iz Einhardove kronike jedini spomen, jer ga nema ni u jednom drugom ljetopisu, kao ni i drugim dijelovima Einhardove kronike.
Ljudevit se tamo pokazao kao, blago rečeno, nedoličan gost. On ubije jednog njihovog vojvodu
i zavlada njegovim gradom. Tek tako, izbjeglica ubija vladara i počne vladati bez otpora domorodaca u nekom neimenovanom gradu. Treba istaknuti da u srednjovjekovnoj Bosni, Srbi nisu bili osnivači nijednoga grada, osim u Podrinju, i to stoljećima kasnije.
Stvar je jasna ako se uzme u obzir da je to castrum Srb (čija je etimologija detaljno objašnjena u izvorima) u Lici, a ne o nekom posebnom narodu "Sorabima". Ako bi se priča
i interpretirala doslovno, bila bi vrlo ponižavajuća po ranosrednjovjekovne Srbe, čiji je jejedini spomen u području Hrvatske i većeg dijela Bosne i Hercegovine, povezan s totalnom pasivnošću i nedostatkom bilo kakve vojne ili političke organizacije. U usporedbi s žestokim višegodišnjim ustankom panonskih Hrvata protiv jedine velesile zapadne Europe i njenih
saveznika, "ovo bi djelovalo kao obračun kod O.K. Corrala prema Staljingradskoj bitci".
Još čudnije, Ljudevit je napustio "Sorabe", tj. otišao (po svemu sudeći, jedva su dočekali da ga se otarase) bez ikakvih posljedica, i to Ljudemislu u Dalmaciju. U Einhardovoj priči, nejasno je kako je Ljudevit, koji je već bio kod "Soraba", koji nastavaju velik dio Dalmacije, podjarmio ih bez po muke, i onda opet otišao u Dalmaciju (iz koje je otišao), gdje ga je, po zanimljivoj priči, primio pa varkom dao ubiti Ljudemisl, ujak njegovog najljućeg neprijatelja Borne. Sve teze navode na zaključak da je Ljudevit pobjegao u Srb, čim je u cijelosti eliminirana teza o bilo kakvoj prisutnosti Srba u području sadašnje Hrvatske i Bosne i Hercegovine u razdoblju ranog srednjeg vijeka.